# Léon Kauffman
Léon Kauffman (Lussemburgo, 16 agosto 1869 – Lussemburgo, 25 marzo 1952) è stato un politico lussemburghese.
È stato Primo Ministro del Lussemburgo dal 19 giugno 1917 al 28 settembre 1918.

## Biografia
Léon Kauffman nacque a Lussemburgo il 16 agosto 1869.
Intrapresa la carriera finanziaria, nel 1910 direttore dell'ufficio contributi di stato e dal 1915 venne ammesso a far parte del Consiglio di Stato. Dal 1916 divenne ministro delle finanze del granducato rimanendo in carica sino al 28 settembre 1918, acquisendo anche le cariche di primo ministro e ministro degli affari esteri (19 giugno 1917).
Dopo il termine della sua esperienza di governo divenne presidente del consiglio d'amministrazione della Banque internationale de Luxembourg e dal 1945 divenne presidente del Consiglio di Stato.
Morì a Lussemburgo il 25 marzo 1952.

## Onorificenze
| Controllo di autorità | VIAF (EN) 316388983 · GND (DE) 1071828371 |